# Naissance en 1254
Naissance
- 1250
- 1251
- 1252
- 1253
- 1254
- 1255
- 1256
- 1257
- 1258

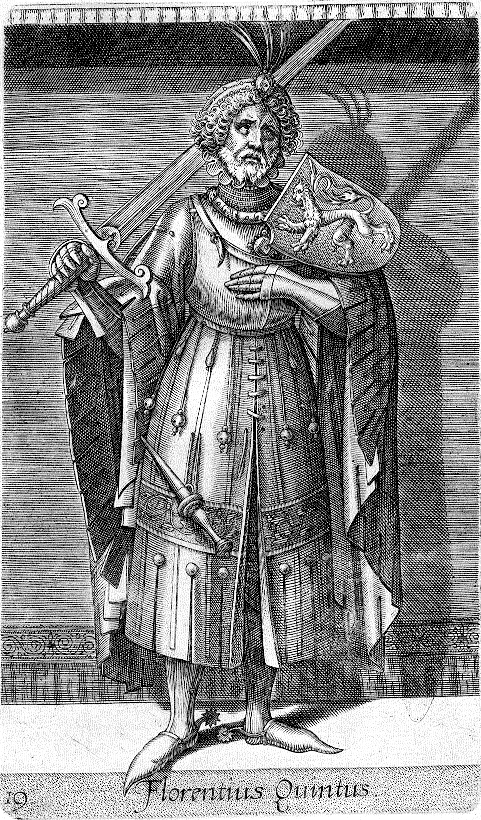
Florent V de Hollande, né en 1254.

Cette page dresse une liste de personnalités nées au cours de l'année 1254 :
- 23 mai : Marie de Brabant, reine de France.
- 15 septembre : Marco Polo, marchand et explorateur vénitien.

- Guillaume d'Avesnes, ou de Hainaut, évêque de Cambrai.
- Marguerite de France, fille de France puis duchesse de Brabant et de Limbourg.
- Ma Duanlin, historien et encyclopédiste chinois.
- Tetsugyū Enshin, moine bouddhique de l'école rinzai du temple Tōfuku-ji et disciple d'Enni Ben'en.
- Florent V de Hollande, comte de Hollande.
- Zhao Mengfu, peintre chinois.
- Nijō Morotada, noble de cour japonais (kugyō) de l'époque de Kamakura.
- Ren Renfa, peintre chinois.
- Kyōgoku Tamekane, politicien et poète japonais.

date incertaine (vers 1254)
- Charles II d'Anjou, prince de Salerne, puis roi de Naples (ou Sicile Péninsulaire), comte de Provence, d'Anjou et du Maine.

## Crédit d'auteurs
- Cet article est partiellement ou en totalité issu de l'article intitulé « 1254 » (voir la liste des auteurs).